# Банковская система Сингапура
Банковское дело является одной из активно развивающихся отраслей экономики Сингапура. В стране насчитывается 121 коммерческий банк, в том числе местных — 7, иностранных — 114. На сентябрь 2010 года объём активов (пассивов) в банковском секторе Сингапура, по оценкам Денежно-кредитного управления Сингапура, составил 764 млрд сингапурских доллара.
Центральным банком страны является Денежно-кредитное управление Сингапура, которое определяет монетарную политику в стране, регулирует деятельность банковских и финансовых учреждений, определяет объём эмиссии денег. Фактический выпуск сингапурских долларов осуществляется Монетным двором Сингапура.

## Правовое регулирование
Банковская деятельность в Сингапуре регулируется рядом законов:
- Законом о Денежно-кредитном управлении Сингапура (англ. Monetary Authority of Singapore Act);
- Законом о банковской деятельности (англ. Banking Act);
- Законом о страховании депозитов и защите владельцев полисов (англ. Deposit Insurance and Policy Owners’ Protection Schemes Act).

## Лицензирование банковской деятельности
Банковская деятельность в Сингапуре является лицензируемым видом деятельности.

## Система страхования вкладов
В 2005 году вступил в силу Закон о страховании депозитов (англ. Deposit Insurance Act). В 2006 году на основании Закона о компаниях была создана Сингапурская корпорация по страхованию депозитов и запущена система страхования вкладов. Вступивший в силу в 2011 году Закон о страховании депозитов и защите владельцев полисов предусматривает следующие основные изменения в системе страхования вкладов:
- размер страхового возмещения был увеличен с 20 тыс. сингапурских долларов до 50 тыс.;
- система страхования была распространена на счета юридических лиц в пределах 50 тыс. сингапурских долларов на один счёт;
- установлен целевой размер фонда страхования депозитов в размере 0,3 % от суммы страхуемых депозитов.

## Типы банков

### Банки, предоставляющие полный набор услуг
Банки, предоставляющие полный набор услуг, осуществляют все услуги, предусмотренные Законом о банковской деятельности. На ноябрь 2010 года в Сингапуре существовало 31 таких банков, в том числе 6 местных и 25 иностранных. Иностранные банки, предоставляющие полный набор услуг, могут иметь лишь 15 отделений в стране. Банки данного типа с 1 июля 2002 года получили разрешение оказывать дебетовые услуги по сети EFTPOS, предлагать дополнительный пакет пенсионного обеспечения, использовать инвестиционные счета и принимать срочные депозиты в рамках инвестиционной схемы и схемы с минимальной суммой депозита.

### Оптовые банки
Оптовые банки предоставляют все банковские услуги, разрешённые законом, за исключением розничных. Деятельность оптовых банков регулируется Рекомендациями по работе оптовых банков, выпущенными Денежно-кредитным управлением Сингапура. В ноябре 2010 года в Сингапуре действовал 51 оптовый банк, в том числе один местный.

### Офшорные банки
Офшорные банки могут осуществлять все виды банковских услуг, но проводить банковские операции они могут только с азиатскими валютами, выраженными в единицах азиатских валют. Деятельность офшорных банков регулируется Рекомендациями по работе офшорных банков, выпущенными Денежно-кредитным управлением Сингапура. В ноябре 2010 года в Сингапуре действовал 38 офшорных банков.

### Торговые банки
Торговые банки занимаются финансированием корпоративных лиц подпиской на выпускаемые акции и облигации, слиянием и присоединением компаний, управлением инвестиционными портфелями, консультированием по менеджменту и прочей возмездной деятельностью. Свои операции данные банки преимущественно осуществляют в единицах азиатских валют. Деятельность банков регулируется Директивами о торговых банках. В ноябре 2010 года в Сингапуре действовал 46 торговых банков.

## Крупные банки
В список Global 2000 входит три сингапурских банка:
| Ранг | Компания                | Рыночная капитализация (млрд долларов США) |
| ---- | ----------------------- | ------------------------------------------ |
| 1    | DBS Bank                | 51,6                                       |
| 2    | Oversea-Chinese Banking | 36,9                                       |
| 3    | United Overseas Bank    | 32,9                                       |